# Tug of War (bài hát của Carly Rae Jepsen)
"Tug of War" là một ca khúc của nữ ca sĩ/nghệ sĩ người Canada Carly Rae Jepsen, phát hành vào 16 tháng 9 năm 2008, là đĩa đơn thứ hai trích từ album phòng thu đầu tay của cô, Tug of War (2008). Ca khúc đã lọt vào bảng xếp hạng Canadian Hot 100 tại vị trí thứ 36.

## Video ca nhạc
Video ca nhạc cho "Tug of War" được đăng tải trên VEVO của Carly Rae Jepsen vào 13 tháng 7 năm 2011, với tổng độ dài là ba phút và hai mươi sáu giây.

## Danh sách ca khúc
| Tải kĩ thuật số | Tải kĩ thuật số | Tải kĩ thuật số |
| STT             | Nhan đề         | Thời lượng      |
| --------------- | --------------- | --------------- |
| 1.              | "Tug of War"    | 3:44            |

## Xếp hạng
| Bảng xếp hạng (2008)      | Vị trí cao nhất |
| ------------------------- | --------------- |
| Canada (Canadian Hot 100) | 36              |

## Liên kết khác
- Trang web chính thức